# Thirteen Minutes (računalni virus)
Thirteen Minutes je stari DOS virus otkriven 12. srpnja 1993. Kad se virus aktivira, počne nastanjivati memoriju. Zaražava pokrenute .com datoteke tako što im dodaje 712 bajtova.